# Путепровод над улицей Типанова
Путепрово́д над у́лицей Типа́нова (Ви́тебский путепрово́д) — автодорожный путепровод в Санкт-Петербурге в составе развязки улицы Типанова с Витебским проспектом — в месте перехода улицы Типанова в проспект Славы. Проходит параллельно с путепроводом, по которому идет Витебская железнодорожная линия. Параллельно им также проходит новое русло р. Волковки, которую улица Типанова пересекает по мосту, имеющему отдельное название Ново-Волковский мост. Развязка входит в единый комплекс сооружений Центральной дуговой магистрали.

## История
Автодорожный путепровод построен в 1966 году по проекту инженера Ленгипроинжпроекта Р. Я. Розена в непосредственной близости от железнодорожного путепровода и параллельно ему. Строительство осуществлялось под руководством инженера Б. Н. Ромичева.

## Конструкция
Автодорожный путепровод двухпролётный, железобетонный, балочно-разрезной системы. Пролётное строение состоит из сборных таврового сечения балок постоянной высоты. Устои из монолитного железобетона, облегченного типа на свайном основании, к устоям примыкает железобетонные подпорные стенки. Промежуточная опора из сборно-монолитного железобетона стоечного типа. Состоит из 8 столбов (колонн), объединённых ригелем на свайном основании. Железобетонная плита проезжей части включена в работу главных балок. Покрытие на проезжей части асфальтобетонное, на тротуарах песчаный асфальт. Тротуар отделен от проезжей части высоким гранитным поребриком. На путепроводе установлено металлическое сварное, бестумбовое перильное ограждение.
Длина путепровода 34,0 м, ширина 25,0 м, в том числе один тротуар 3,0 м, другой со стороны ж.-д. путепровода — 1,0 м. Подмостовой габарит 4,5 м. Под путепроводом ширина проезжей части по 10,5 м, разделительная полоса отделена от проезжей части бетонным поребриком. Освещение уличное, по 4 типовых светильника на устоях.